# Samsung Galaxy Core Prime
Samsung Galaxy Core Prime (также известный как Galaxy Prevail LTE на Boost Mobile) - Android - смартфон, спроектированный, разработанный и продаваемый Samsung Electronics. Galaxy Core Prime оснащен 4,5 ″ (110 мм) WVGA дисплеем и Android Kitkat 4.4.4. Некоторые варианты могут быть обновлены до ОС Lollipop 5.0.2 или Lollipop 5.1.1. 4G-версия Samsung Galaxy Core Prime (SM-360FY/DS) была представлена 2 июня 2015 года..

## Варианты
В Бразилии Core Prime продается под названием Win 2, модель, опционально оснащенная цифровым телевидением..
Samsung Galaxy Core Prime Value Edition был выпущен с Marvell PXA1908..

## Спецификации
- Одна или две SIM-карты
- 4,5" 480 x 800 TFT дисплей с разрешением 207 точек на дюйм (xdpi: 197, ydpi: 192)
- Поставляется с ОС Android версии 4.4.4 KitKat. Доступно обновление до операционной системы Lollipop OS 5.0.2 или 5.1.1 с пользовательским интерфейсом "TouchWiz".
- Четырехъядерный процессор Cortex-A53 с частотой 1,2 ГГц.
- Графический процессор Adreno 306/Mali 400MP
- 1 ГБ оперативной памяти
- чипсет Snapdragon 410/Spreadtrum SC8830
- 8 ГБ встроенной памяти, слот для карт microSD (до 128 ГБ)
- 5-мегапиксельная камера со светодиодной вспышкой, запись видео 720p, 2-мегапиксельная фронтальная камера
- Cat. 4 LTE (150/50 Мбит/с); Wi-Fi b/g/n; Bluetooth 4.0; NFC; GPS; microUSB, FM-радио
- Аккумулятор емкостью 2000 мАч.

## Прием
PCMag отметил компактность телефона. TechRadar не считает его хорошим соперником в нижнем ценовом диапазоне рынка..

## Споры
Samsung Galaxy Core Prime взорвался, когда мальчик держал его в руках. Он был срочно доставлен в больницу после звонка в 911, а после выздоровления страдал от фобия мобильных телефонов. Это вызвало некоторую путаницу, поскольку предполагалось, что это был Samsung Galaxy Note 7, печально известный взрывами..

## Смотрите также
- Samsung Galaxy Core
- Samsung Galaxy Star 2 Plus

## Внешние ссылки
- Аппаратные ревизии Samsung Galaxy Core Prime - postmarketOS